# RPG-22
RPG-22（俄语：РПГ-22 “Нетто”；俄語羅馬化：Netto；英文：Net，意為：網；俄罗斯国防部火箭炮兵装备总局代號：／）是一款由前苏联（現在是俄罗斯）玄武岩设计局所研製及生產的72.5毫米一次射擊型火箭推進榴彈發射器，是RPG-18的火力提升版本。同樣地，主要在短距離反坦克戰時使用。武器可以在大約10秒內開火，並且可以貫穿400毫米的裝甲，1.2米的磚或是1米的鋼筋混凝土。發射PG-22V HEAT火箭彈。

## 歷史
1980年代初研製的RPG-22，在1985年被蘇聯軍隊正式採用並且裝備摩托化部隊，也少量裝備空降兵和特種部隊，在阿富汗的軍事行動之中被蘇聯士兵使用。

## 設計細節
在結構和原理上，RPG-22的基本設計類似於RPG-18，也是套筒式結構，不過最大的差異就是口徑由RPG-18的64毫米（2.52英吋）增加至RPG-22的72.5毫米（2.85英吋），相對的亦會因而變重；另一個差異是RPG-18採用的是後拉式套筒，而RPG-22則是前拉式套筒。因此，RPG-22和RPG-18在發射時的操作方向相反。
RPG-22由兩部分組成，亦可再細分為發射筒、發射、擊發機構、瞄準具、密封端蓋和槍背帶等。裝填火箭彈的外筒為凱夫拉材料製造，向前延伸的內筒則為玻璃钢製造，由一個帶有扭簧和橡膠圈的鋁蓋把內外筒壓緊和密封，並以Ｐ形銷固定。外筒後端內壁襯有一個帶橡膠圈的尼龍擋蓋，與一個塑料環形裂筒相配合，固定火箭彈，以防止仰角或俯角射擊時彈相對移動；擋蓋後面有一個與前蓋組件相同的密封鋁蓋組件。發射機構、擊發機構位於發射筒的上方。平時後瞄準具П形板將扳機掩蓋起來，作為儲存、運輸和攜行過程中的保險裝置。發射時，撥出Ｐ形銷，前蓋在扭簧作用向下翻倒，向前拉出內筒，到位後用卡筍定位，前瞄準具框架在扭簧作用下自動豎起，再以同樣方法打開後蓋，豎起後瞄準器的П形板，扳機就會處於擊發狀態。
RPG-22發射時會出現一個明顯的筒後噴火危險，危險區域為至少15公尺，在固體推進劑發動機完全燃燒時，火箭仍然會在發射筒內，火箭彈加速為約133米／秒（436.36英尺／秒）。
RPG-22採用簡易機械瞄具。前瞄準具為框形窗，內有3個三角形準星，對應50公尺（54.68碼，164.04英尺）、150公尺（164.04碼，492.13英尺）、250公尺（273.4碼，820.21英尺）射程。後瞄準具的П形板上有覘孔式照門，並裝有簡易型旋轉式溫度補償機構。對非移動目標的有效射程為250公尺（273.4碼，820.21英尺），對移動目標則為150公尺（164.04碼，492.13英尺）。
該火箭筒發射PG-22（俄语：ПГ-22）72.5毫米火箭彈，其彈頭採用了锥形装药結構，炸高220毫米，為彈徑的3倍，它可以一擊貫穿大約400毫米的傳統軋壓均質裝甲，比起破壞力不足以對付現代裝甲車輛的PG-18更具威力。VP-22（俄语：ВП-22）壓電引信由頭部壓電機構和底部機構兩部分組成。該引信採用複式保險，具有較高的安全性。引信中的膛內點火機構、自炸雷管、慣性保險機構、隔離機構等都自成一體，裝入引信體各自的孔內。發動機燃燒室用合金鋼製成，推進劑採用毛刷式裝藥結構，設有固藥板或擋藥板。火箭彈飛離筒口時，尾翼提供靜穩定力矩並使彈微旋，以提高彈道穩定性。
為了使训练成本下降，還有可重複使用型RPG-22，可以發射可重上彈的30毫米次口徑彈體，重達350克。操作方式與全口徑版本是相同的，只是不會發出噪声和筒後噴火。

## 使用
在2000年9月20日晚上，英國倫敦秘密情報局總部軍情六處大樓，被未知、未被逮捕的武裝組織使用RPG-22火箭彈攻擊，造成表面損傷。
2000年8月在克羅地亞境內，揭發一個武器庫，包括了一些RPG-22，要運到真愛爾蘭共和軍手中。每件武器的價格範圍從£150到£220不等。對軍情六處大樓攻擊的RPG-22是在俄羅斯製造的，而在鄧甘嫩使用的則來自保加利亚。

## 使用國

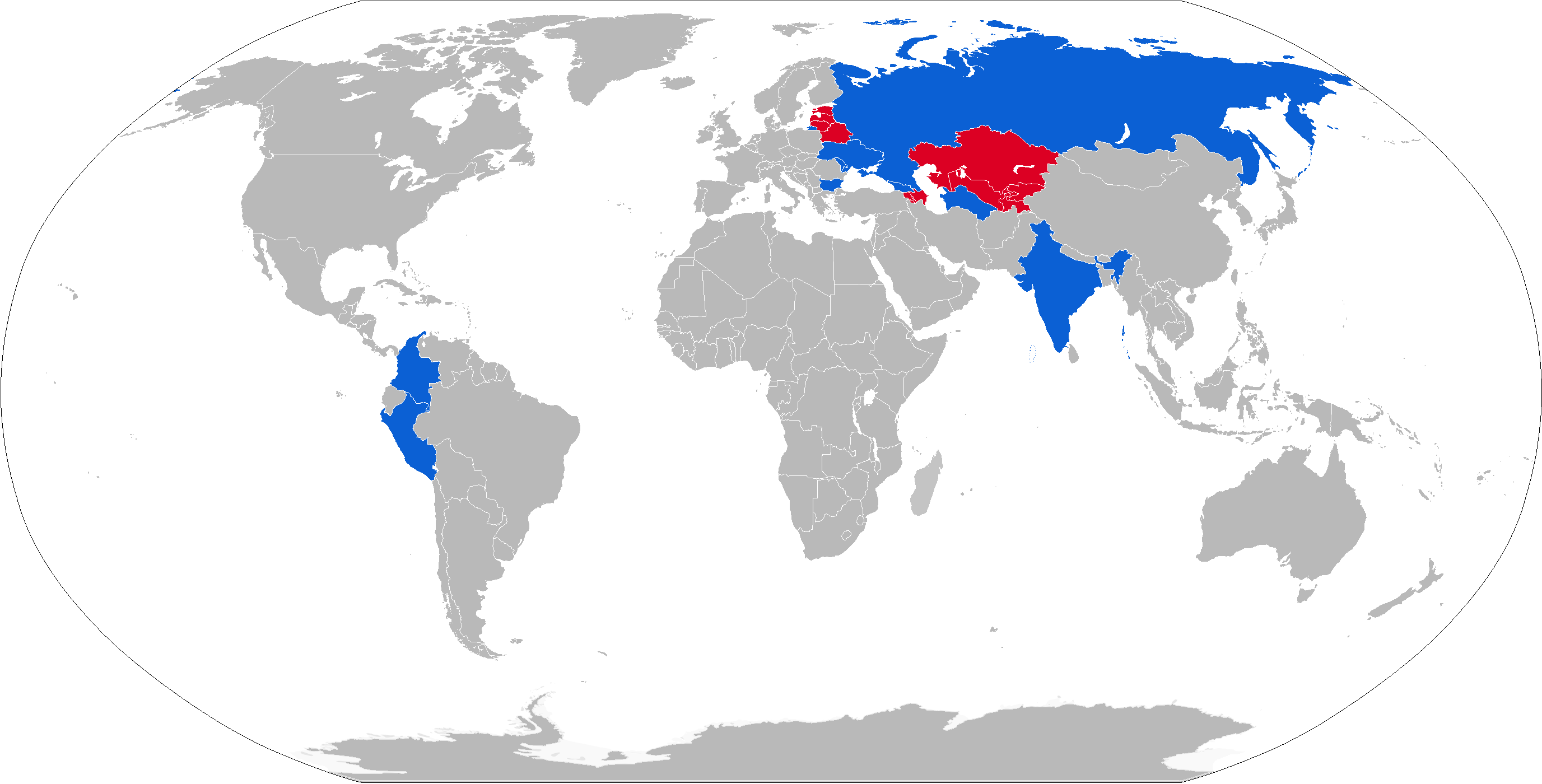
藍色為RPG-22的使用國，而紅色則是前使用國。

### 現在的使用國
- 保加利亚：由VMZ索波特在當地生產。
- 哥伦比亚
- - 格魯吉亞武裝部隊[6]
- 印度
- 摩尔多瓦
- 俄羅斯
- 塞爾維亞[7]
- 德涅斯特河沿岸
- 乌克兰

### 過去的使用國
- 苏联

### 非國家團體
- 自由叙利亚军[8]

## 圖集

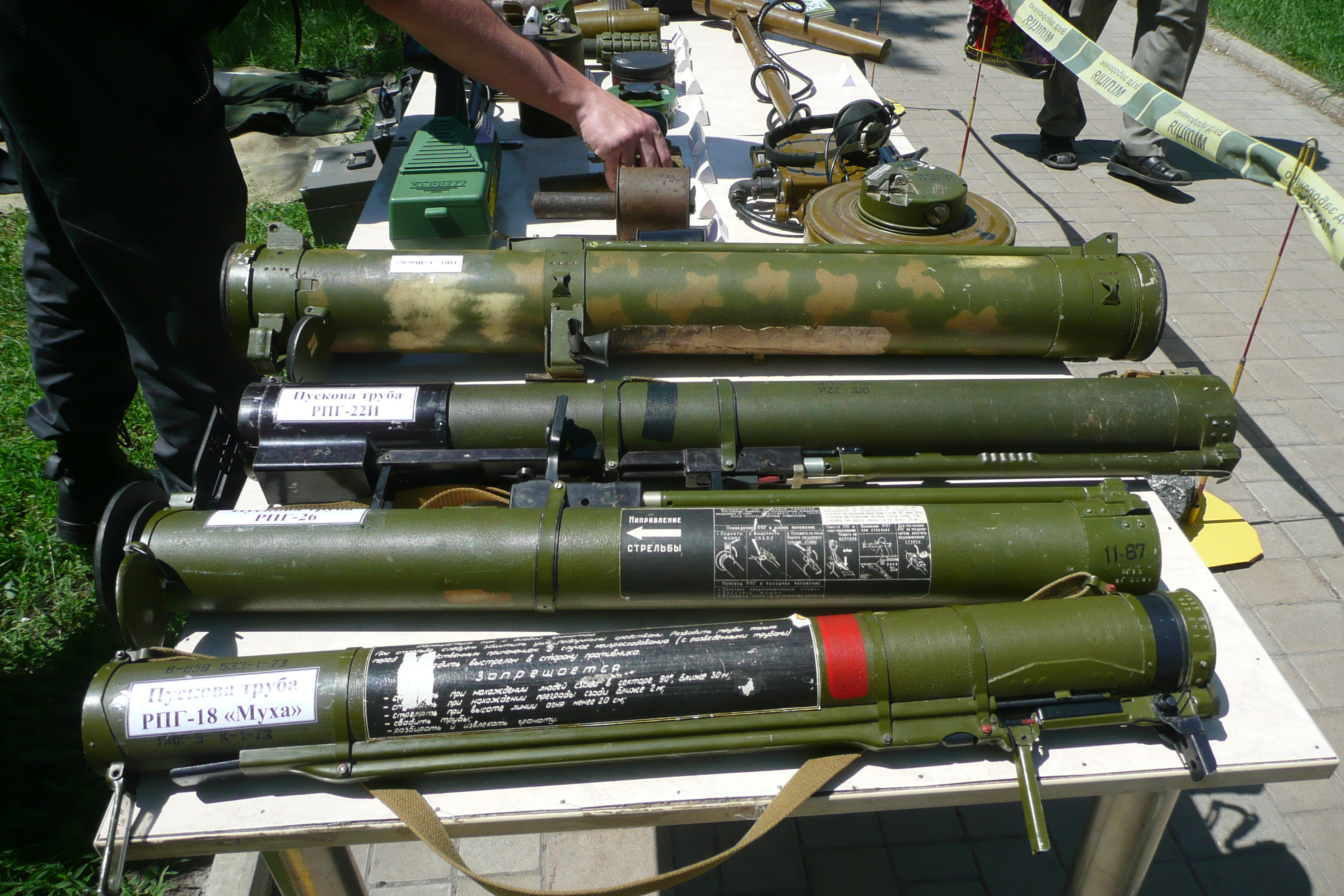
RPO-A大黃蜂火箭筒、RPG-22、RPG-26和RPG-18
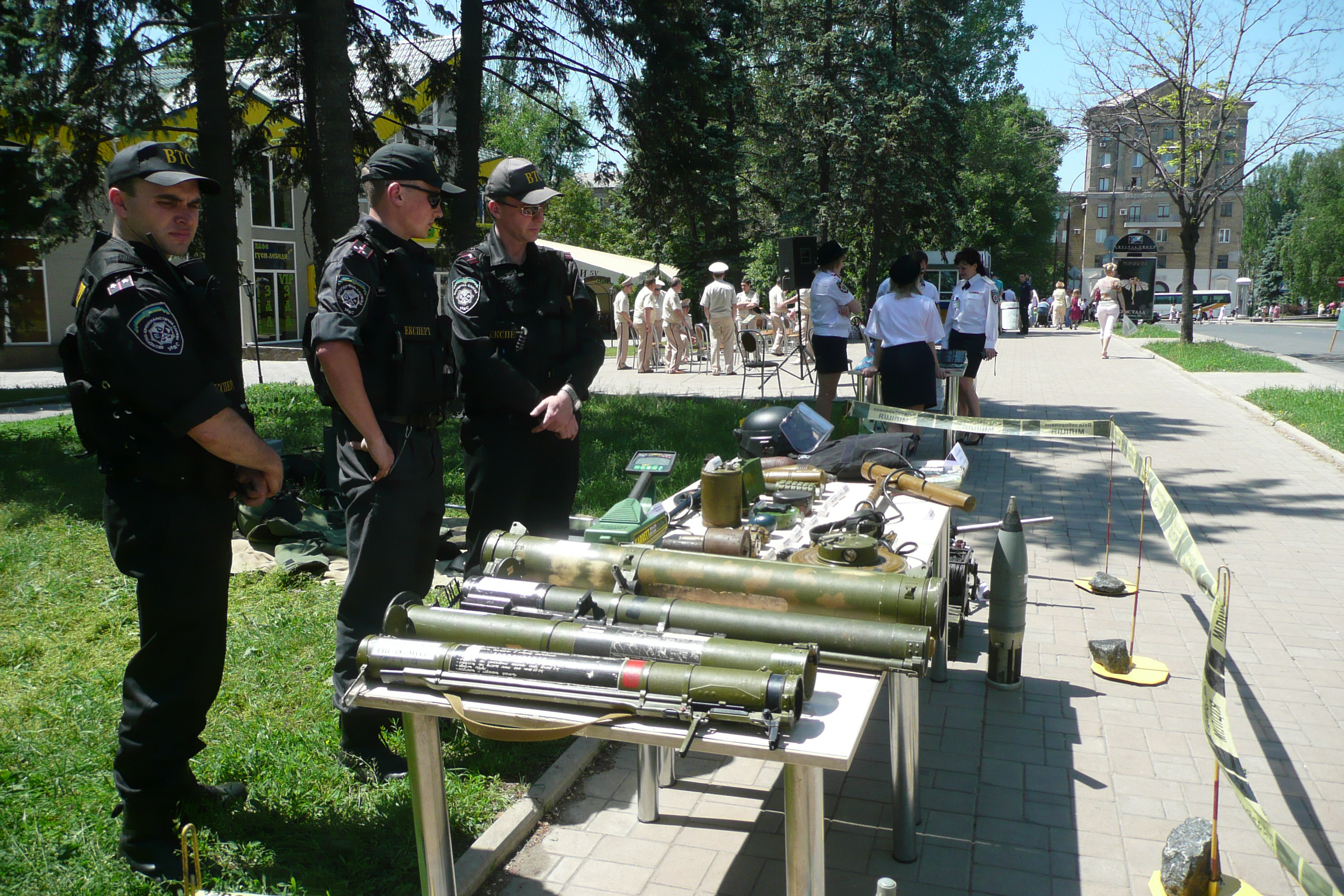

## 資料來源
1. ↑  РПГ，全寫：Ручной противотанковый гранатомёт，意為：反坦克榴彈發射器
2. ↑  .   [2010-02-27]. （原始内容存档于2010-01-07）.
3. ↑  . Jane's Infantry Weapons. 2009-12-11  [2011-09-20]. （原始内容存档于2012-05-03）.
4. ↑  . BBC. 2000-09-21  [2009-07-05]. （原始内容存档于2013-01-24）.
5. ↑  . The Independent. 2000-09-23  [2009-07-05]. （原始内容存档于2010-10-23）.
6. ↑  . Georgian Army.   [2007-06-25]. （原始内容存档于2012-03-09）.
7. ↑  .   [2016-02-24]. （原始内容存档于2016-03-12）.
8. ↑  .   [2013-07-11]. （原始内容存档于2014-10-18）.

## 外部連結
- （英文）—Modern Firearms—RPG-22 antitank disposable grenade launcher / rocket-propelled grenade（页面存档备份，存于）
- （俄文）—MegaSword—Ручной противотанковый гранатомет РПГ-22 «Муха» （页面存档备份，存于）
- （俄文）—RPG-22 "Netto"
- （简体中文）—D Boy Gun World（槍炮世界）—RPG-22 火箭筒（页面存档备份，存于）
- （简体中文）—defenseonline.com.cn—前苏联RPG-22式72ｍｍ火箭筒